# Mauro Meacci
Mauro Meacci (Pisa, 4 novembre 1955) è un abate italiano, dal 10 febbraio 1996 abate ordinario di Subiaco.

## Biografia
Mauro Meacci è nato il 4 novembre 1955 a Pisa, omonima provincia ed arcidiocesi, in Toscana.

### Formazione e ministero sacerdotale
Dopo aver conseguito la maturità scientifica si è iscritto alla Facoltà di medicina e chirurgia dell'Università di Pisa.
Il 2 gennaio 1980, venticinquenne, è entrato come postulante nel Monastero di Santa Scolastica a Subiaco. Il 30 novembre dello stesso anno ha indossato l'abito monastico per iniziare l'anno canonico nel noviziato, emettendo i voti temporanei il 28 dicembre 1981 e quelli perpetui nel 1985 con la professione solenne.
Dopo aver compiuto gli studi filosofico-teologici presso il Pontificio Collegio Leoniano di Anagni l'11 luglio 1987 è stato ordinato diacono, mentre l'11 giugno 1988 ha ricevuto l'ordinazione sacerdotale. Nel giugno 1991 ha conseguito la Licenza in Teologia Sacramentaria presso Pontificio ateneo Sant'Anselmo a Roma, frequentando contemporaneamente i corsi della Facoltà valdese di teologia. È stato, in seguito, nominato membro del Consiglio provinciale dell'Abate visitatore della Congregazione sublacense. Tornato nel Monastero di Santa Scolastica nel 1993, è stato nominato padre maestro dei novizi e prefetto dei chierici, occupandosi anche della foresteria.

### Abate di Subiaco
Il 21 dicembre 1995 è stato eletto abate ordinario di Subiaco, la più antica comunità monastica della famiglia benedettina: una "grande tradizione" di cui dom Meacci si definisce "l'erede". Il 10 febbraio 1996 papa Giovanni Paolo II ha confermato la sua elezione. Nel luglio 1999, in occasione dei 1500 anni da quando san Benedetto ha dato origine al monastero di Subiaco, il Pontefice gli ha indirizzato un messaggio in ricordo dell'avvenimento.
In ambito della Conferenza Episcopale Italiana è stato membro della Commissione episcopale per la liturgia.
Dom Meacci è anche abate visitatore della Provincia italiana della Congregazione sublacense cassinese.

## Opere
- Persona, famiglia, Stato. Linee di riflessione e di dialogo sulla dottrina sociale della Chiesa, Pezzano con Bornago (Milano), Casa editrice Mimep-Docete, 1998. ISBN 978 8886242998.